# Синдром на Клайнфелтер
Синдромът на Клайнфелтър е генетична болест, разпространена само сред мъжете, най-често причинена от неразделянето на X хромозомите.

## Същност на заболяването и причина
Нормално клетките на човека имат диплоиден кариотип от 46 хромозоми (с изключение на половите клетки, които имат хаплоиден набор от 23 хромозоми).
Причината за появата на синдрома е неразделянето на X хромозомите по време на клетъчната мейоза. В кариотипа на болните има 47 хромозоми (XXY). Като са възможни 48 (XXXY), 49 (XXXXY), 50 (XXXXXY) и дори 51 (XXXXXXY).

## Симптоми
Болните се отличават с аспермия, причиняваща стерилност. Половите органи са видоизменени, а вторичните полови белези липсват. Болните имат тесни рамене и широк таз (женски пропорции на тялото), дълги ръце, висок ръст, гинекомастия.

## Предаване и лечение
Само в 25% от случаите, става дума за наследственост, в останалите 75% за ненаследственост.
Лечението достига частичен ефект, прилага се с тестостерон, което спомага за развитието на вторични полови белези.